# St. Martin am Tennengebirge
St. Martin am Tennengebirge est une commune autrichienne du district de St. Johann im Pongau dans l'État de Salzbourg.

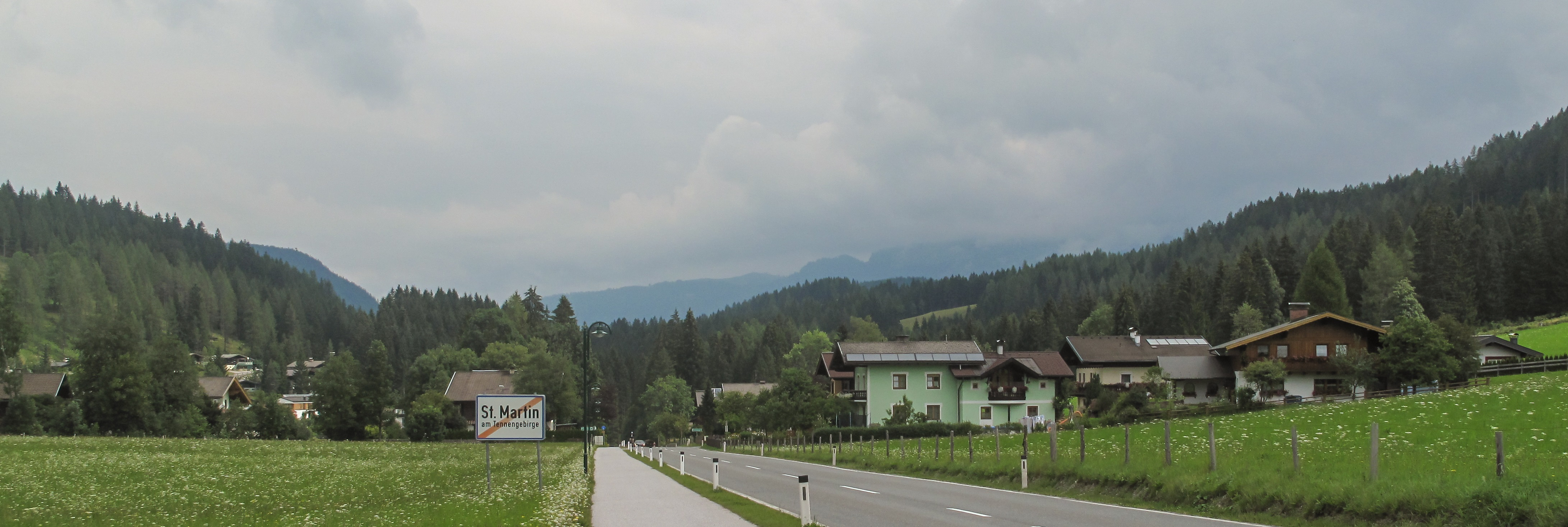
Vue sur le village
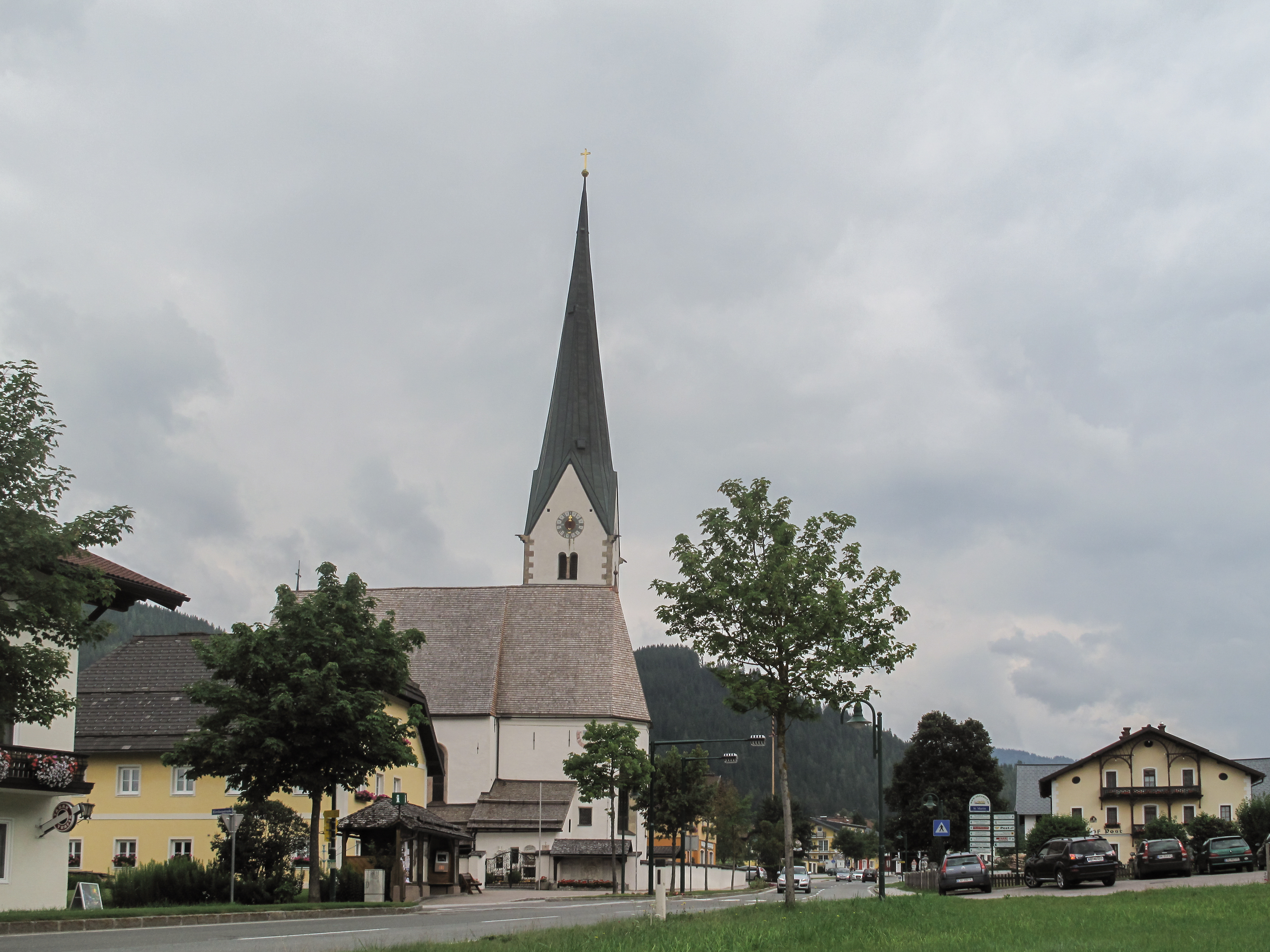
Église à St. Martin am Tennengebirge